# Stanisław Kowalski (pedagog)
Stanisław Kowalski (ur. 10 sierpnia 1904 w Wymysłowie Dolnym, powiat Mogilno, zm. 22 sierpnia 1990) – polski pedagog i socjolog, profesor Uniwersytetu im. Adama Mickiewicza w Poznaniu. 

## Życiorys
W 1925 ukończył gimnazjum klasyczne w Trzemesznie. W latach 1926–1930 studiował pedagogikę i socjologię na Uniwersytecie Polskim w Poznaniu. Po ukończeniu studiów aż do wybuchu II wojny światowej pracował jako nauczyciel przedmiotów pedagogicznych w zakładach kształcenia nauczycieli: Seminarium Nauczycielskim w Rawiczu, Seminarium Nauczycielskim w Lesznie oraz Pedagogium i na Państwowym Kursie Nauczycielskim w Poznaniu. 
W okresie okupacji niemieckiej przebywał w Generalnym Gubernatorstwie jako wysiedlony, zarobkując udzielaniem lekcji prywatnych i pisaniem podań, a w latach 1944–1945 na stanowisku sekretarza pomocniczego w Nadleśnictwie Strzelce w powiecie hrubieszowskim. 
Stopień naukowy doktora socjologii otrzymał na podstawie pracy pt.: Przestępstwo dziecka a struktura społeczna rodziny i egzaminu doktorskiego zdanego 16 lipca 1945. Na podstawie monografii Zagadnienie osobowości w psychologii marksistowskiej, 29 kwietnia 1955 został mu nadany tytuł naukowy docenta, następnie w 1959 tytuł profesora nadzwyczajnego, a w 1971 profesora zwyczajnego. Interesował się głównie socjologicznymi i psychologicznymi uwarunkowaniami wychowania, rozwojem mowy dzieci w przedszkolu oraz w szkole, selekcjami szkolnymi, a także uspołecznieniem dzieci i młodzieży.
Był również redaktorem działu socjologii w czasopiśmie „Wiedza i Życie” (1948–1951), członkiem komitetu redakcyjnego i redaktorem działu socjologii „Ruchu Prawniczego, Ekonomicznego i Socjologicznego” (od 1959), oraz członkiem redakcji „Rocznika Pedagogicznego” (od 1971) i „Studiów Pedagogicznych” (od 1973).
Został pochowany 31 sierpnia 1990 na Cmentarzu Junikowo w Poznaniu w Alei Zasłużonych (pole AZ, kwatera 2-L-08).

## Ważniejsze prace

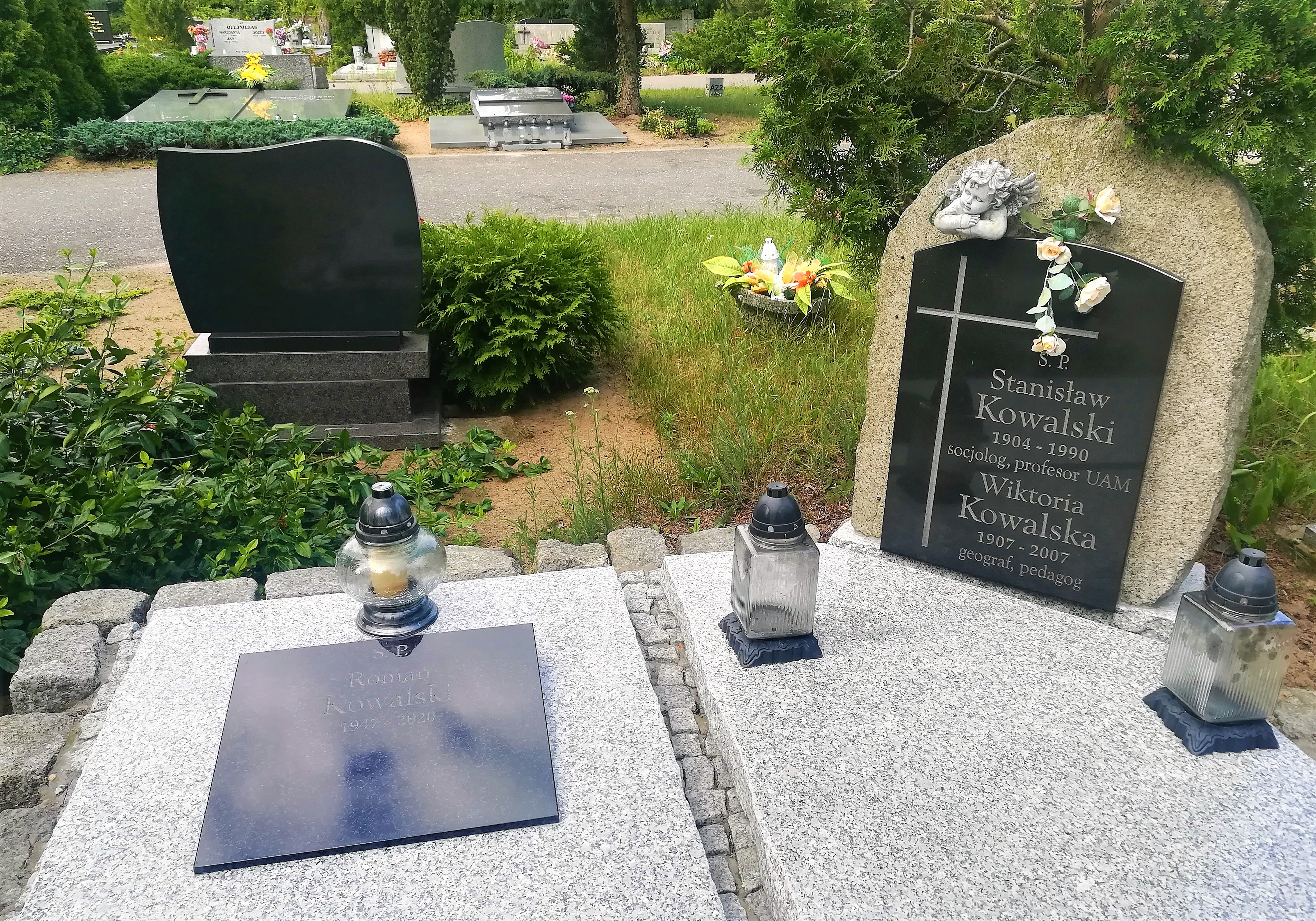
Grób na Cmentarzu Junikowskim

- Rozwój mowy i myślenia dziecka (1962),
- Selekcyjne funkcje wychowania (red. 1972),
- Doskonalenie funkcjonowania systemu wychowawczego w środowisku (red. 1984).